# Cibolo Creek
Il Cibolo Creek è un corso d'acqua nel centrosud del Texas, Stati Uniti, lungo circa 154 km dalla sorgente (a Texas Hill Country), vicino a Boerne, alla sua confluenza con il fiume San Antonio, nella contea di Karnes. Il torrente rappresenta un discreto affluente del fiume San Antonio e segna il confine orientale dello spartiacque tra i due alvei. Il torrente segna anche il confine orientale della contea di Bexar.
Il fiume è usato a scopi ricreativi. Una grande varietà di pesci e altri animali selvatici occupano di sovente le acque, e diversi parchi sono stati istituiti lungo le rive. Inoltre, numerosi insediamenti si trovano lungo il suo corso, tra cui Boerne, Bulverde, Bracken, Selma, Schertz, Universal City, Cibolo, La Vernia, Panna Maria e Sutherland Springs.